# Big Ones
Big Ones je kompilacijski album američke hard rock skupine Aerosmith koji izlazi u studenom 1994.g. Materijal na albumu se sastoji od Aerosmithovih skladbi iz vremena 1987. – 1994., za vrijeme dok su snimali za izdavačku kuću "Geffen Records".

## Popis pjesama
1. "Walk on Water" - 4:56
2. "Love in an Elevator" (s albuma Pump) - 5:22
3. "Rag Doll" (s albuma Permanent Vacation) - 4:25
4. "What It Takes" (s albuma Pump) - 5:11
5. "Dude (Looks Like a Lady)" (s albuma Permanent Vacation) - 4:25
6. "Janie's Got a Gun" (s albuma Pump) - 5:31
7. "Cryin'" (s albuma Get a Grip) - 5:09
8. "Amazing" (s albuma Get a Grip) - 5:57
9. "Blind Man" - 4:01
10. "Deuces Are Wild" (s albuma The Beavis and Butt-Head Experience) - 3:36
11. "The Other Side" (s albuma Pump) - 4:05
12. "Crazy" (s albuma Get a Grip) - 5:17
13. "Eat the Rich" (s albuma Get a Grip) - 4:11
14. "Angel" (s albuma Permanent Vacation) - 5:08
15. "Livin' on the Edge" (s albuma Get a Grip) - 6:21
16. "Dude (Looks Like a Lady)" (uživo, bonus skladba) - 5:11

## Osoblje
- Steven Tyler – vokal, usna harmonika
- Joe Perry – gitara
- Brad Whitford – gitara
- Tom Hamilton – bas-gitara
- Joey Kramer – bubnjevi

## Top ljestvica

### Album
| Godina | Top ljestvica     | Pozicija |
| ------ | ----------------- | -------- |
| 1994.  | The Billboard 200 | #6       |

### Singlovi
| Godina | Singl             | Top ljestvica                    | Pozicija      |
| ------ | ----------------- | -------------------------------- | ------------- |
| 1994.  | "Blind Man"       | Billboard Mainstream Rock Tracks | #3            |
| 1994.  | "Blind Man"       | Billboard Hot 100                | #48           |
| 1994.  | "Deuces are Wild" | Billboard Mainstream Rock Tracks | #1 (4 tjedna) |
| 1995.  | "Walk On Water"   | Billboard Mainstream Rock Tracks | #16           |

## Certifikat
| Organizacija | Država                     | Naklada       | Datum             |
| ------------ | -------------------------- | ------------- | ----------------- |
| RIAA         | Sjedinjene Američke Države | Zlatni        | 5. siječnja 1995. |
| RIAA         | Sjedinjene Američke Države | 2x Platinasti | 5. siječnja 1995. |
| RIAA         | Sjedinjene Američke Države | 3x Platinasti | 7. studenog 1995. |
| ABPD         | Brazil                     | Zlatni        | 1996.             |
| RIAA         | Sjedinjene Američke Države | 4x Platinasti | 5. rujna 1997.    |

## Vanjske poveznice
- Big Ones - MusicBrainz
- discogs.com - Aerosmith - Big Ones